# David Pasquet
 (juillet 2022).
Pour les articles homonymes, voir Pasquet (homonymie).

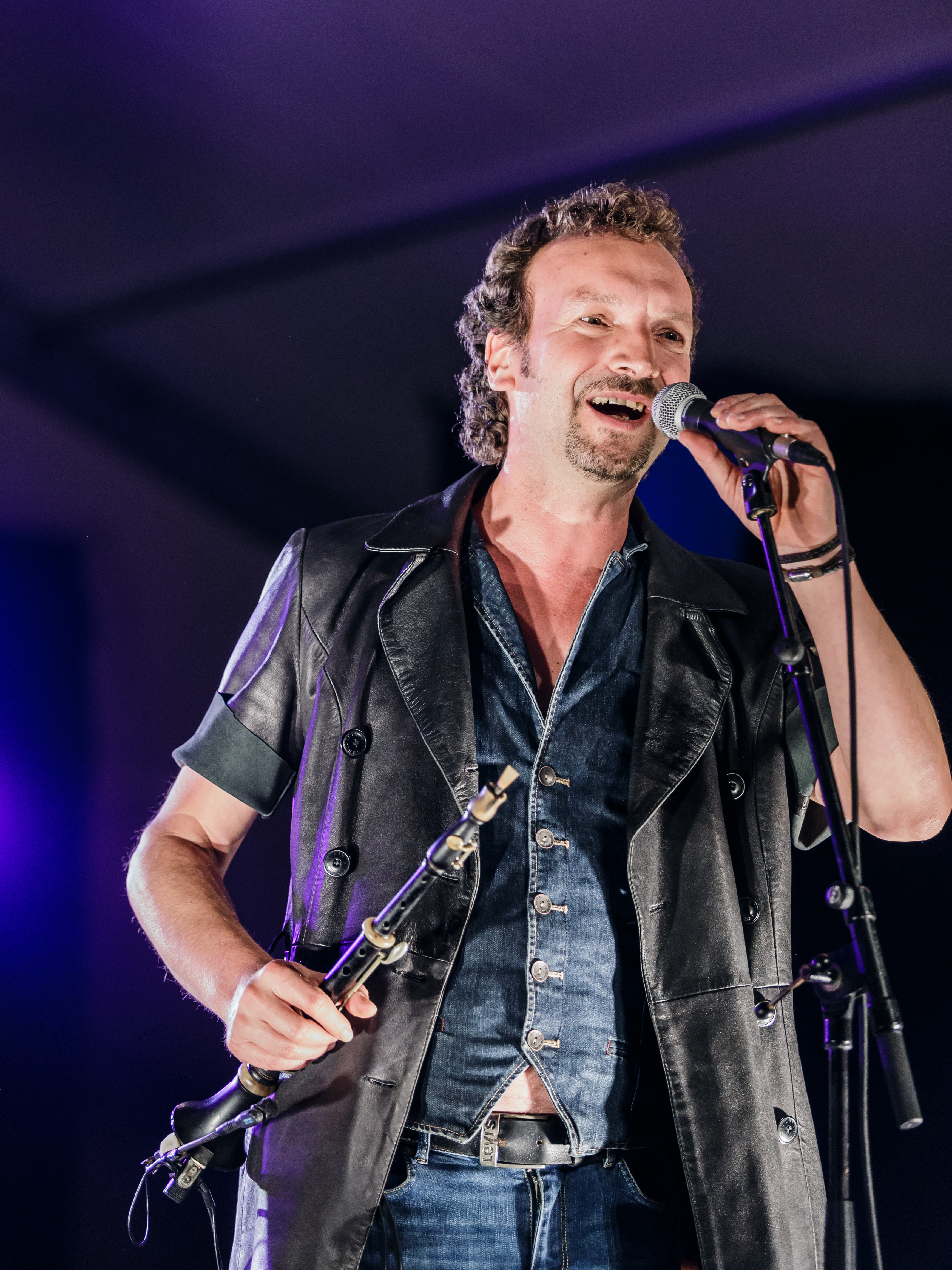
David Pasquet Trio au Festival de Cornouaille 2017.

David Pasquet est un musicien de culture bretonne, compositeur, sonneur de bombarde, né à Meulan (Yvelines) le 16 mars 1970.

## Biographie
David Pasquet commence à jouer de la bombarde à l'âge de 11 ans. Il est à la pointe de beaucoup d'évolutions dans la musique bretonne à force de recherche et de travail. Son jeu se caractérise par une grande sensibilité musicale et par la profondeur qu'il arrive à donner au son.
David Pasquet naît dans les Yvelines, de parents et grands parents musiciens. Le déclic et la passion pour la Bretagne et sa musique se fait très jeune, dans l'appartement aux Mureaux, la musique bretonne tourne en boucle dans les enceintes, un tin whistle traine sur la table du salon et en autodidacte David commence à jouer avec l'électrophone. En 1976, ses parents déménagent en centre Bretagne, dans un endroit où la bombarde est l'instrument phare et ou le fest-noz est la fête incontournable du samedi soir, dans la commune de Canihuel à côté de Saint-Nicolas-du-Pelem alors que David a six ans.
David Pasquet est fasciné par la puissance et l'énergie que renvoie cet instrument lors des festoù-noz en Bretagne.

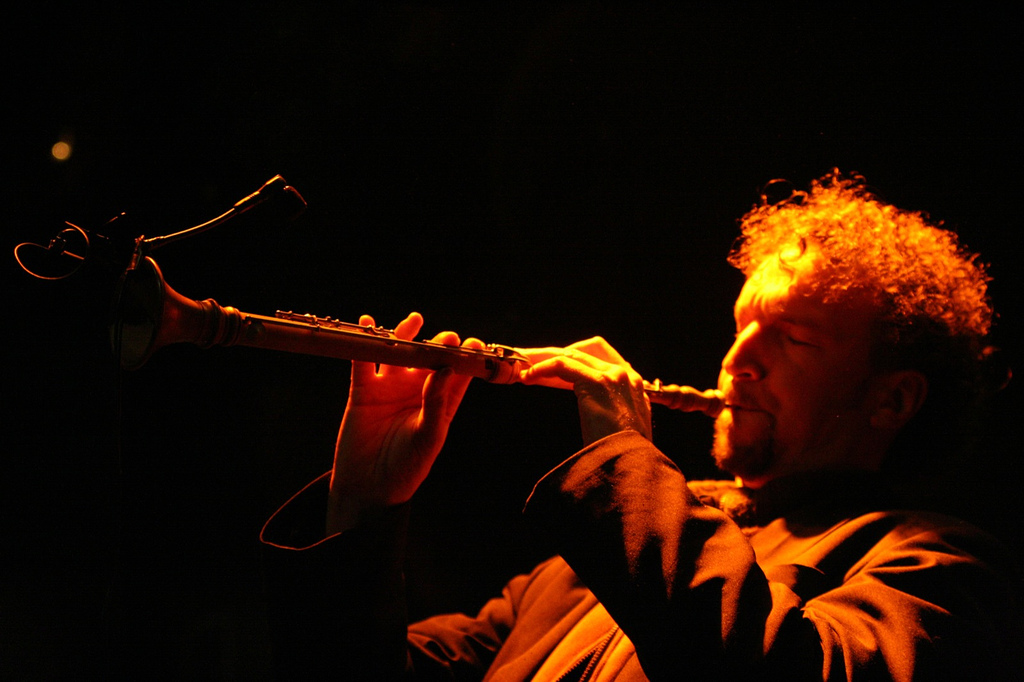
David Pasquet à la bombarde, baptisée « hautbarde », en 2007.

Il intègre les cours de bombarde de son père à Saint Nicolas du Pélem en 1980 ; il s’avère très doué. C'est durant ces cours qu'il se lie d'amitié avec Gaël Nicol, un sonneur de biniou. Ils vont alors commencer à se produire en fest-noz en couple ou accompagné d'Alain Pasquet sous le nom Les Crocodiles bleus. 
Dans le même temps, il intègre le bagad de Guingamp, en 1986.
Lors d'une de ses prestations en fest-noz en 1984, David et Gaël rencontrent les frères Guichen (Jean-Charles et Fred). Les Guichen leur proposent alors de les rejoindre pour créer le groupe Ar Re Yaouank à partir de 1987, s'ensuivra une renommée grandissante.
David Pasquet devient musicien professionnel en 1991 à 21 ans. Pendant l'essor du groupe Ar Re Yaouank, il continue à travailler son instrument, en s'inspirant notamment des vieux sonneurs bretons dans un premier temps et ensuite sa curiosité et sa soif d'apprendre le guide vers d'autres horizons comme Jan Garbarek, Miles Davis, Husnu Senlendirici, etc.
Durant plusieurs années, le groupe Ar Re Yaouank grandira jusqu'à se faire connaitre dans toute la Bretagne et fera partie des groupes immanquables des festoù-noz.
Leurs festoù-noz vont jusqu'à faire danser Paris, au Bataclan, à l'Élysée Montmartre à guichet fermé trois soirs de rang.
David Pasquet est le compositeur des principaux titres comme M.A.L, An Toul, Pellder...  Ar Re Yaouank compose la mélodie de "Breizh Positive" qui sera samplé par le groupe Manau et reprise dans leur chanson Panique Celtique (single vendu à 2 millions d'exemplaires).
En 1997, il joue en invité sur l'album Awal du groupe Taÿfa. Ar Re Yaouank se sépare en 1998, David Pasquet rejoint définitivement Taÿfa. Il enregistrera avec eux l'album suivant, Assif, et partira en tournée mondiale durant cette année (Europe, New York, Chicago, Los Angeles, Tahiti...).
Il rejoint la Celtic Procession de Jacques Pellen en 1998. Il enregistrera avec eux l'album live aux Tombées de la Nuit à Rennes en 1999.
Début 2000, il quitte Taÿfa pour rejoindre Denez Prigent. Il restera avec lui jusqu'en 2005. Il joue avec lui en studio sur deux albums majeurs dont "IRVI" qui fait disque d'argent et en tournée (Paris-Bercy, Casino de Paris, Vieilles Charrues...).
À force d'expérience musicales multiples et variées, de sa bombarde, il apporte un style à lui bien reconnaissable, jouant également avec une  « hautbarde », hautbois à la forme allongée, qui apporte une couleur « médiévale ».
Après une date au stade de France devant 80 000 spectateurs et une date au stade de la Beaujoire à Nantes (Celtica 2005) il quitte le groupe de Denez Prigent pour se consacrer à son propre groupe. En effet, depuis 2001, David a lancé sa propre formation en Trio (Pasquet-Barou-Guichen), avec laquelle il joue ses nouvelles compositions de fest-noz. Trio qui deviendra groupe à 5 musiciens par la suite (avec Patrice Marzin, Stéphane de Vito, , Sylvain Barou et Yvon Molard).
Un album de cette nouvelle formation sort en juin 2005, Breudeur ar stered, sous le nom de "David Pasquet Group". Son premier album lui vaudra le titre des meilleures ventes de Bretagne et le Grand prix du disque Produit en Bretagne. Le groupe se produit dans des festivals importants comme le festival Yaouank à Rennes, le festival de Kleg, les Vieilles Charrues, le festival de Cornouaille, festival Fisel, etc.
David sort son 2eme album "Sa différence" en 2007 et tourne en solo à partir de 2013 après une période de "traversée du désert".
À partir de 2016, il intervient sur les albums de Gwennyn ainsi que sur les tournées Avalon et Immram.
En 2022 il est invité en guest par le groupe Matmatah pour jouer sur la grande scène du festival des Vieilles Charrues devant 80 000 personnes puis sur leur album Miscellanées Bissextiles qui sort en février 2023, pour le long instrumental de danse fisel Trenkenn Fisel.
Il forme un trio électro, « David Pasquet 3 » (biniou, bombarde et DJ) avec Konogan an Habask et Janyce Heintre.

## Discographie

### Sous son nom
- 2005 : Breudeur ar Stered (Coop Breizh), Grand prix du disque Produit en Bretagne
- 2007 : Sa différence (Coop Breizh)
- 2023 : 3 (David Pasquet 3)

### AvecAr Re Yaouank
- 1989 : Sidwel
- 1992 : Fest-Noz Still Alive (Coop Breizh)
- 1994 : Breizh Positive (Coop Breizh)
- 1996 : Ravine (Coop Breizh)

### AvecTaÿfa
- 1997 : Awal (Patch B)
- 2000 : Assif (Sony Music)

### Avec Celtic Procession deJacques Pellen
- 2000 : A Celtic Procession live - Les Tombées de la nuit (Naïve Records)

### AvecDenez Prigent
- 2000 : Irvi (Barclay)
- 2002 : Live holl a-gevret - live au Festival interceltique de Lorient (Barclay)
- 2003 : Sarac'h (Barclay)

### AvecGwennyn
- 2016 : Avalon
- 2021 : Immram

### AvecMatmatah
- 2023 : Miscellanées Bissextiles